# TT24
La tombe thébaine TT 24 est située à Cheikh Abd el-Gournah, dans la nécropole thébaine, sur la rive ouest du Nil, face à Louxor en Égypte.
C'est la sépulture de Nebamon, régisseur de l'épouse royale Nebtou, l'une des épouses de Thoutmôsis III.
Nebamon est le fils de Tétirès et de la dame Ipou. Sa femme s'appelle Resti.